# Юнацька збірна Брунею з футболу (U-17)
Юнацька збірна Брунею з футболу (U-17) — національна футбольна збірна Брунею, що складається із гравців віком до 17 років. Керівництво командою здійснює Футбольна асоціація Брунею.
Головним континентальним турніром для команди є Юнацький кубок Азії, який з 2008 року розігрується серед команд з віковим обмеженням до 16 років і успішний виступ на якому дозволяє отримати путівку на Чемпіонат світу (U-17). Також може брати участь у товариських і регіональних змаганнях, зокрема у Юнацькому чемпіонаті АФФ з футболу (U-16), юнацькій першості серед країн, що входять до Федерації футболу АСЕАН.
Протягом 1980-х років брала участь у відбіркових турнірах на світову першість у форматі U-16.

## Виступи на міжнародних турнірах

### Юнацький чемпіонат світу (U-17)
| Рік        | Результат              |
| ---------- | ---------------------- |
| 1985~ 1987 | відмовилися від участі |
| 1989       | не кваліфікувалася     |
| 1991~ 1995 | відмовилися від участі |
| 1997       | знялася                |
| 1999~ 2003 | відмовилися від участі |
| 2005       | знялася                |
| 2007~ 2013 | відмовилися від участі |
| 2015       | не кваліфікувалася     |
| 2017       | знялася                |
| 2019       | відмовилися від участі |
| 2021       | не кваліфікувалася     |

### Юнацький кубок Азії з футболу
| Рік        | Результат              |
| ---------- | ---------------------- |
| 1985~ 1986 | відмовилися від участі |
| 1988       | не кваліфікувалася     |
| 1990~ 1994 | відмовилися від участі |
| 1996       | знялася                |
| 1998~ 2002 | відмовилися від участі |
| 2004       | знялася                |
| 2006~ 2012 | відмовилися від участі |
| 2014       | не кваліфікувалася     |
| 2016       | знялася                |
| 2018       | не кваліфікувалася     |

### Юнацький чемпіонат АФФ
| Рік  | Результат              |
| ---- | ---------------------- |
| 2002 | груповий етап          |
| 2005 | відмовилися від участі |
| 2006 | відмовилися від участі |
| 2007 | груповий етап          |
| 2008 | відмовилися від участі |
| 2009 | скасовано              |
| 2010 | відмовилися від участі |
| 2011 | відмовилися від участі |
| 2012 | відмовилися від участі |
| 2013 | груповий етап          |
| 2014 | скасовано              |
| 2015 | груповий етап          |
| 2016 | груповий етап          |
| 2017 | груповий етап          |
| 2018 | груповий етап          |
| 2019 | груповий етап          |